# Алондра білочерева
Ало́ндра білочерева (Calendulauda africanoides) — вид горобцеподібних птахів родини жайворонкових (Alaudidae). Мешкає в Південній Африці.

## Опис
Довжина птаха становить 14-16 см, з яких від 5,3 до 7 см припадає на хвіст, вага 20,5-27,5 г. Довжина дзьоба становить 1,5-1,7 см. Виду не притаманний статевий диморфізм. Верхня частина тіла переважно тьмяно-рудувато-коричневе, поцятковане темно-коричневими смужками, деякі пера мають світло-руді края. Підборіддя, горло і нижня частина тіла білі, груди жовтуваті, поцятковані рудувато-коричневими плямками. Махові пера  коричневі з рудуватими краями. хвіст темно-коричневий, крайні пера мають білуваті края. Очі карі, дзьоб світло-роговий, лапи світло-рудуваті.

## Підвиди
Виділяють шість підвидів:

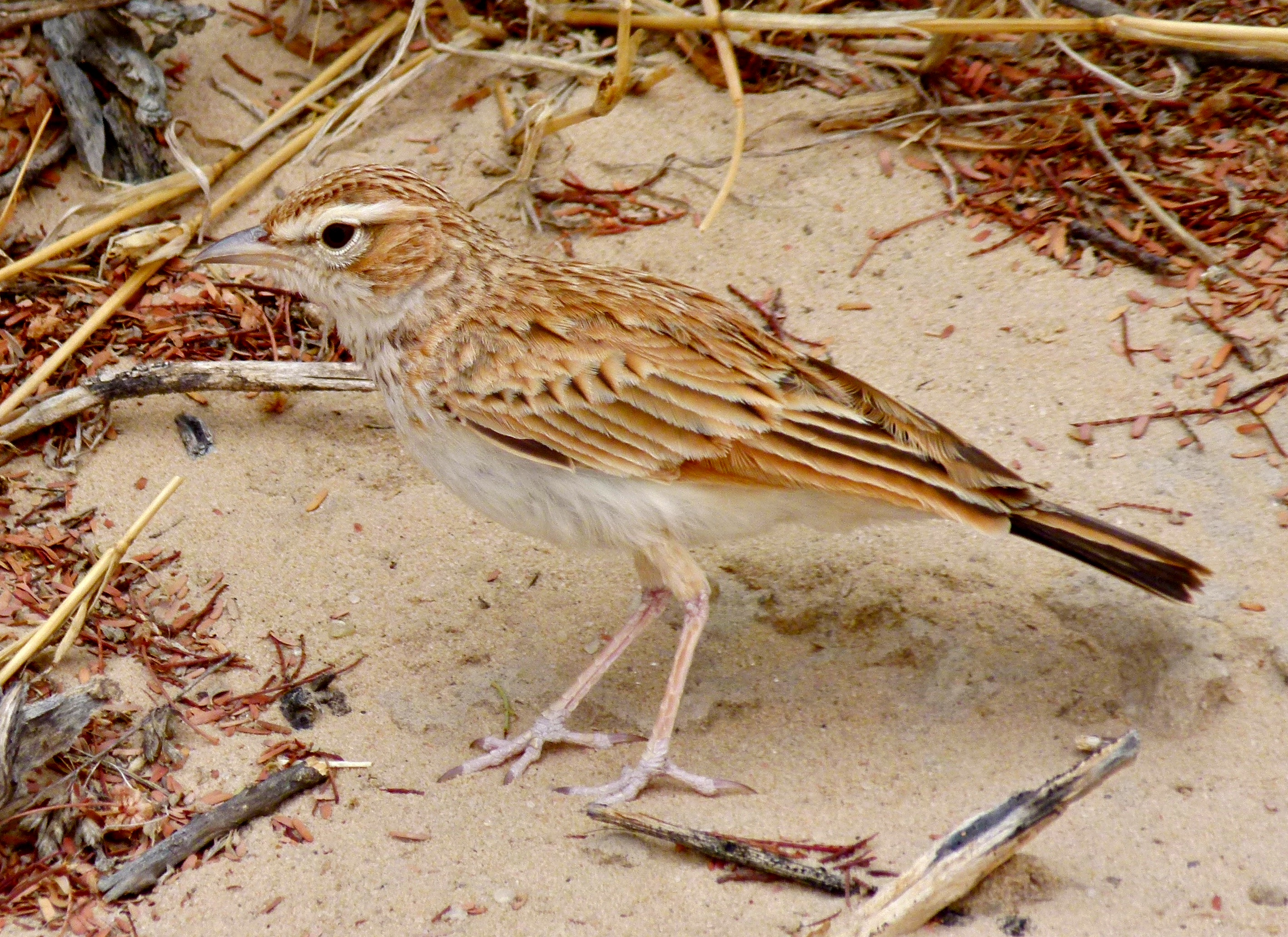
Білочерева алондра (підвид C. a. harei)

- C. a. trapnelli (White, CMN, 1943) — південно-східна Ангола і південно-західна Замбія;
- C. a. harei (Roberts, 1917) — від центральної Намібії до південного заходу Ботсвани і північного заходу ПАР;
- C. a. makarikari (Roberts, 1932) — півд південно-західної Анголи і північної Намібії до західної Замбії та північної і центральної Ботсвани;
- C. a. sarwensis (Roberts, 1932) — захід Ботсвани, схід Намібії і північ ПАР;
- C. a. vincenti (Roberts, 1938) — центр Зімбабве і південь Мозамбіку;
- C. a. africanoides (Smith, A, 1836) — південна Намібія, південні і східна Ботсвана, південний захід Зімбабве і північ ПАР.

Східна алондра раніше вважалася конспецифічною з білочеревою алондрою.

## Поширення і екологія
Білочереві алондри мешкають в Анголі, Намібії, Замбії, Ботсвані, Зімбабве, Мозамбіку і Південно-Африканській Республіці. Вони живуть в саванах та в сухих чагарникових заростях. Живляться комахами, а також наіснням. Гніздяться на землі. В кладці 2-3 яйця. Інкубаційний період становить 12 днів, пташенята покидають гніздо через 10-12 днів після вилуплення.